# Hôpital des pèlerins de Pons
L'hôpital des pèlerins (ou hôpital-neuf) est un ancien hospice médiéval situé dans la ville-basse de Pons, en Charente-Maritime. 
Érigé au XIIe siècle afin de servir de halte aux pèlerins en route vers Saint-Jacques-de-Compostelle, il est un des plus anciens ensembles hospitaliers d'Europe à avoir été conservé et est, à ce titre, inscrit sur la liste du patrimoine mondial de l'humanité par l'Unesco depuis 1998, au titre des chemins de Saint-Jacques-de-Compostelle en France. Il est également classé monument historique depuis le 8 octobre 1879 pour son passage de l'hôpital, inscrit depuis le 29 décembre 1997 pour ses logis et classé depuis le 16 juin 1998 pour l'ancienne salle des pèlerins, les vestiges de l'ancienne église et le pavillon au gros œuvre médiéval.

## Historique
Au Moyen Âge, la ville de Pons est une place-forte importante et prospère qui, du fait de sa situation sur la Via Turonensis, accueille un flot croissant de pèlerins en route vers Saint-Jacques-de-Compostelle. 
Devant cet afflux de population, le vieil hôpital Saint-Nicolas situé dans la ville-haute (dont il ne subsiste aucun vestige) ne tarde pas à montrer ses limites. Ce n'est du reste pas le seul problème : à cette époque, les portes de la ville sont systématiquement closes la nuit afin de se prémunir contre toute attaque ou intrusion de brigands, et ceux des pèlerins qui arrivent après la fermeture des portes ne peuvent qu'attendre le lever du jour pour recevoir des soins, lorsqu'il n'est pas trop tard. 
Cette situation détermine Geoffroy III de Pons (en) à fonder un hôpital neuf en 1160 « pour le repos de son âme et de celle de ses parents, en l'honneur de Dieu et de la bienheureuse vierge Marie, de saint Jean et de tous les saints, dans le but de recevoir et de réconforter les pauvres de Jésus Christ. », L'hôpital est fondé à dessein hors-les-murs afin que nécessiteux et pèlerins puissent trouver soin et réconfort à toute heure du jour et de la nuit, mais aussi afin d'éviter la propagation des épidémies. 

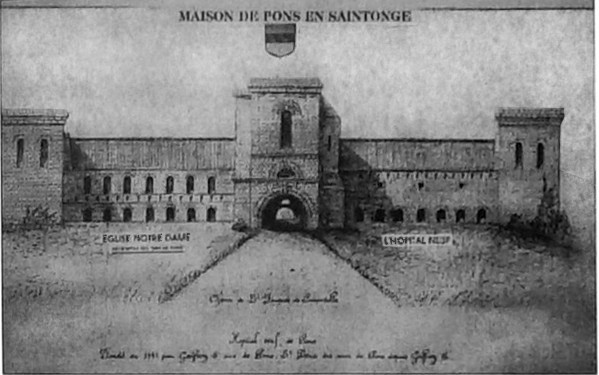
Carte postale représentant l'hôpital des Pèlerins, façade nord d'après une gravure ancienne. L'église était à gauche et la salle des malades à droite, Pons dans le dos.

L'ensemble est composé d'un bâtiment principal où sont situées, de part et d'autre d'un porche enjambant la grand-route Saintes-Bordeaux, une salle des malades et une église prieurale dédiée à Notre-Dame. L'établissement est longtemps géré par des prieurs choisis conjointement par l'évêque de Saintes et par les sires de Pons, plusieurs d'entre eux (à commencer par Geoffroy III) choisissant l'église prieurale comme lieu de leur propre sépulture. 
Loin de n'être qu'un simple lieu de transit pour des pèlerins épuisés ou malades, les chanoines de l'hôpital ont également pour mission d'accueillir les indigents d'où qu'ils viennent, de leur fournir gîte et nourriture et toute aide matérielle et spirituelle. Ils recueillent également les enfants abandonnés, laissés dans des niches conçues à cet effet à l'entrée de l'établissement.

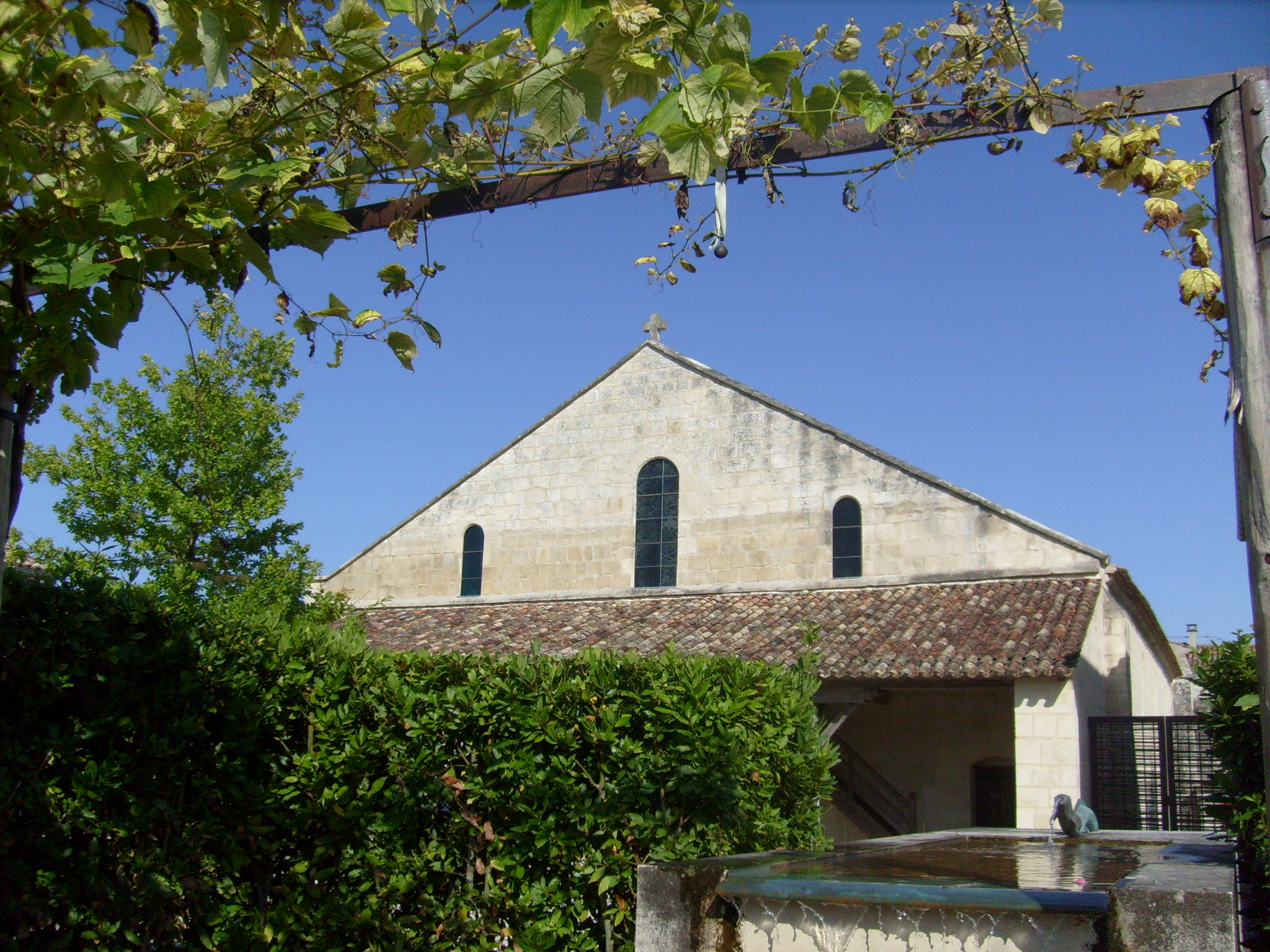
Le jardin médicinal (réaménagé au début des années 2000) et le chevet de la salle des malades.

Au fil des siècles pourtant, l'influence de l'établissement décline inexorablement. Aux prieurs succèdent des religieux de l'ordre de Saint-Jean de Jérusalem au XVIe siècle. Lors des combats menés aux abords de Pons durant les guerres de Religion, l'hôpital est saccagé et sévèrement endommagé tandis que l'église Notre-Dame est la proie de pillages. Reconstruite à l'économie à la fin de cette longue période de troubles, l'église est cependant désaffectée dans le courant du XVIIIe siècle. Une chapelle dédiée à saint Louis, attestée par les textes de l'époque mais dont l'emplacement reste inconnu, est construite en 1778, tandis que la salle des malades est modernisée et que de nouveaux bâtiments sont adjoints à la structure initiale. 
Cette campagne de travaux ordonnée par Charles-Eugène de Lorraine, prince de Lambesc et sire de Pons. Après avoir reçu du roi des lettres patentes de mai 1763, il installe quatre sœurs de la charité. De nouvelles déprédations eurent lieu durant la période révolutionnaire. 
Au début du XIXe siècle, l'hôpital, remis en état tant bien que mal, accueille également la première école gratuite pour les enfants pauvres, dont l'éducation est confiée à des religieuses de l'ordre des Ursulines, les « Dames hospitalières de Pons ». Cependant, l'édifice, considéré comme vétuste, est abandonné en 1818 au profit du nouveau couvent des Ursulines de l'actuelle rue du Président-Roosevelt.

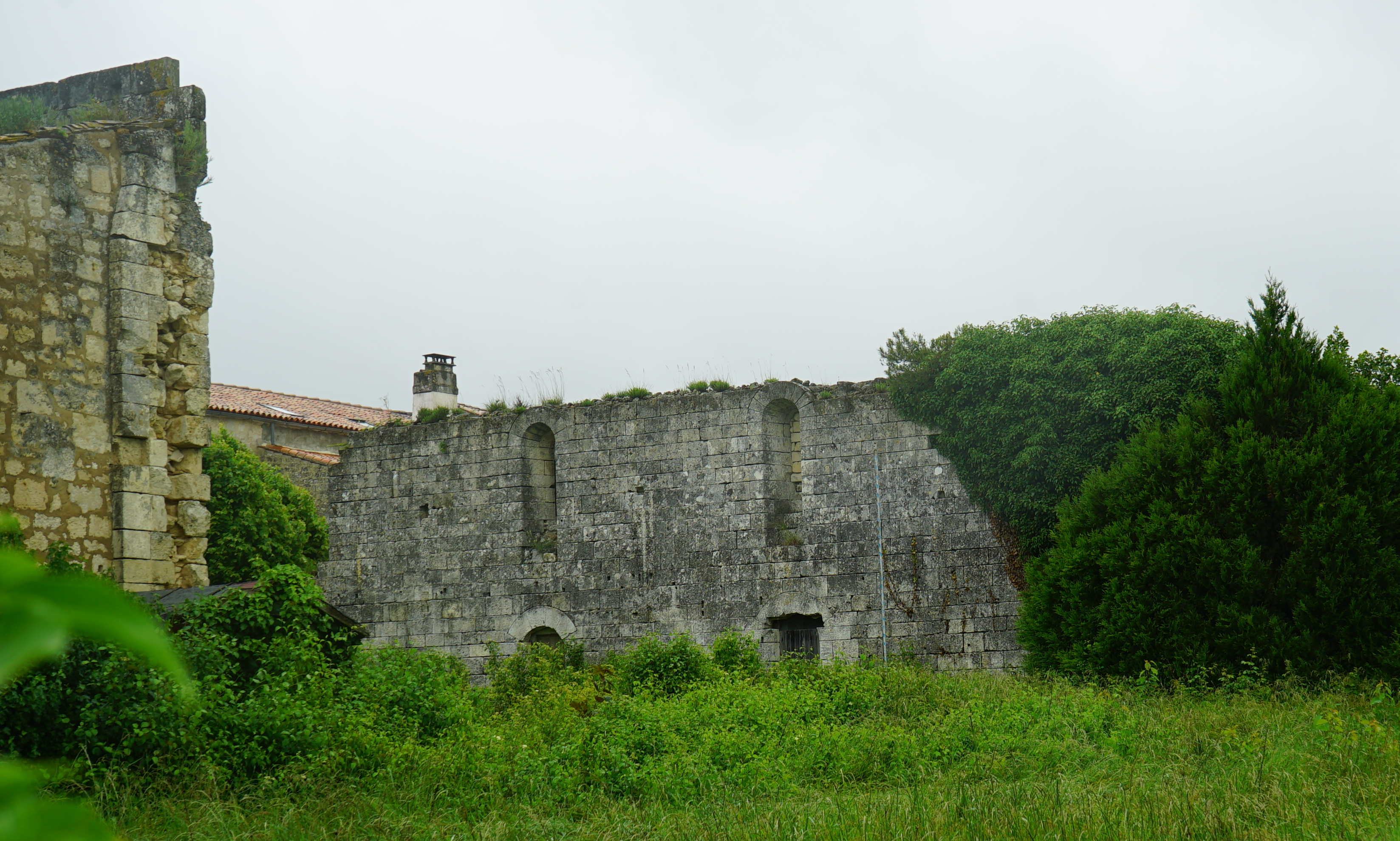
Mur et baies de l'ancienne église.

Tandis qu'une partie des bâtiments est transformée en habitations et en exploitation agricole, la commune détruit, en 1830, la tour qui s'élevait à l'origine au-dessus du porche et qui menaçait de s'effondrer sur la route nationale qui passait sous le porche. Le classement du porche par les monuments historiques en 1879 sauve in extremis cette partie de l'édifice de la destruction. Entre 1945 et 1969, de plus en plus de véhicules passent sous le porche et, à cinq reprises, la réparation des dégâts qu'ils ont causé bloque la circulation pendant une semaine. À la suite de ces événements la chaussée est surbaissée de soixante-dix centimètres sous le porche.
En 1974, un des propriétaires de l'édifice se charge de détruire une partie des constructions parasites établies par ses prédécesseurs. En 1985, une partie des bâtiments est reconvertie en logements sociaux. 
Au début des années 1990, une campagne de mise en valeur des bâtiments est envisagée ; en 1998, l'hôpital est classé au patrimoine mondial de l'humanité et bénéficie d'une campagne de restauration de grande ampleur, achevée en 2004. La partie concernant l'église et sa crypte restant à l'écart. L'hôpital, cadre de diverses manifestations culturelles, est ouvert à la visite.

## Architecture

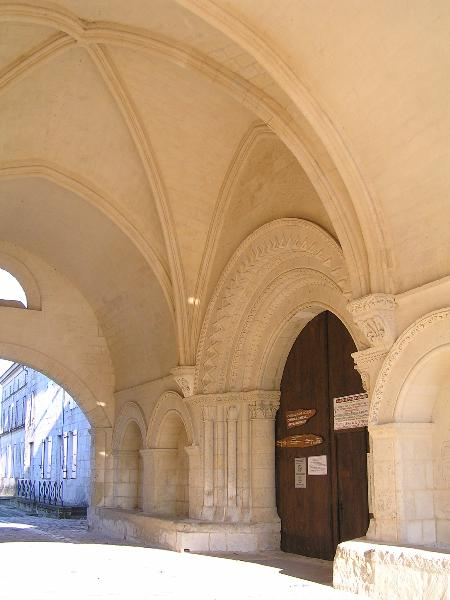
Le portail roman de l'ancienne église.

Parmi les bâtiments les mieux conservés figurent le porche roman établi au-dessus de l'ancienne grand-route reliant Saintes à Bordeaux. Divisé en trois travées (deux voûtées en berceau brisé et une travée centrale voûtée sur croisée d'ogives torique), on y accède de part et d'autre par deux arcs surbaissés surmontés d'une corniche à modillons et d'oculi en demi-lune. Cet ensemble mesurant environ 18 mètres sur 10 est bordé à l'est et à l'ouest par des murs ornés d'arcades surmontant d'anciens enfeus ; des graffiti représentant la voûte céleste qui entoure la croix du Christ, conformément à la légende de saint Jacques qui dit que le tombeau du saint fut découvert par un faisceau de lumière stellaire, rappellent le passage de plusieurs générations de pèlerins,. 
De part et d'autre de la travée centrale s'ouvrent deux portails monumentaux en plein cintre ornés principalement de motifs végétaux (rinceaux) et géométriques (dents de scie). Celui tourné vers l'ouest donne accès à l'ancienne salle des malades, vaste quadrilatère divisé en trois vaisseaux et couvert d'une charpente datant du XIIIe siècle. Éclairée par plusieurs baies en plein cintre et par des baies en anse de panier et à remplage rayonnant, elle conserve par ailleurs de nombreux graffiti.
Une série de neuf vitraux contemporains, réalisés par l'atelier du maître-verrier Jean-Dominique Fleury, diffusent une douce lumière dans le bâtiment. La salle des malades se prolonge vers l'ouest par un auvent donnant sur un jardin médicinal réaménagé en 2003, et par un bâtiment en retour d'équerre datant du XVIIIe siècle. 
Le portail situé face à la salle des malades (côté est du porche) donnait accès à l'ancienne église prieurale dont il ne subsiste plus que quelques vestiges. Celle-ci conserve néanmoins une partie des murs gouttereaux de la nef, laquelle témoigne par ses dimensions (38 mètres sur 17) de l'importance de l'ancien sanctuaire. 
Au nord du porche roman (en direction de l'église Saint-Vivien), une maison moderne recouvre une ancienne crypte voûtée en plein cintre qui servait originellement de charnier. L'emplacement de l'ancien cimetière n'est pas connu mais pourrait être situé à proximité.

## Galerie d'images

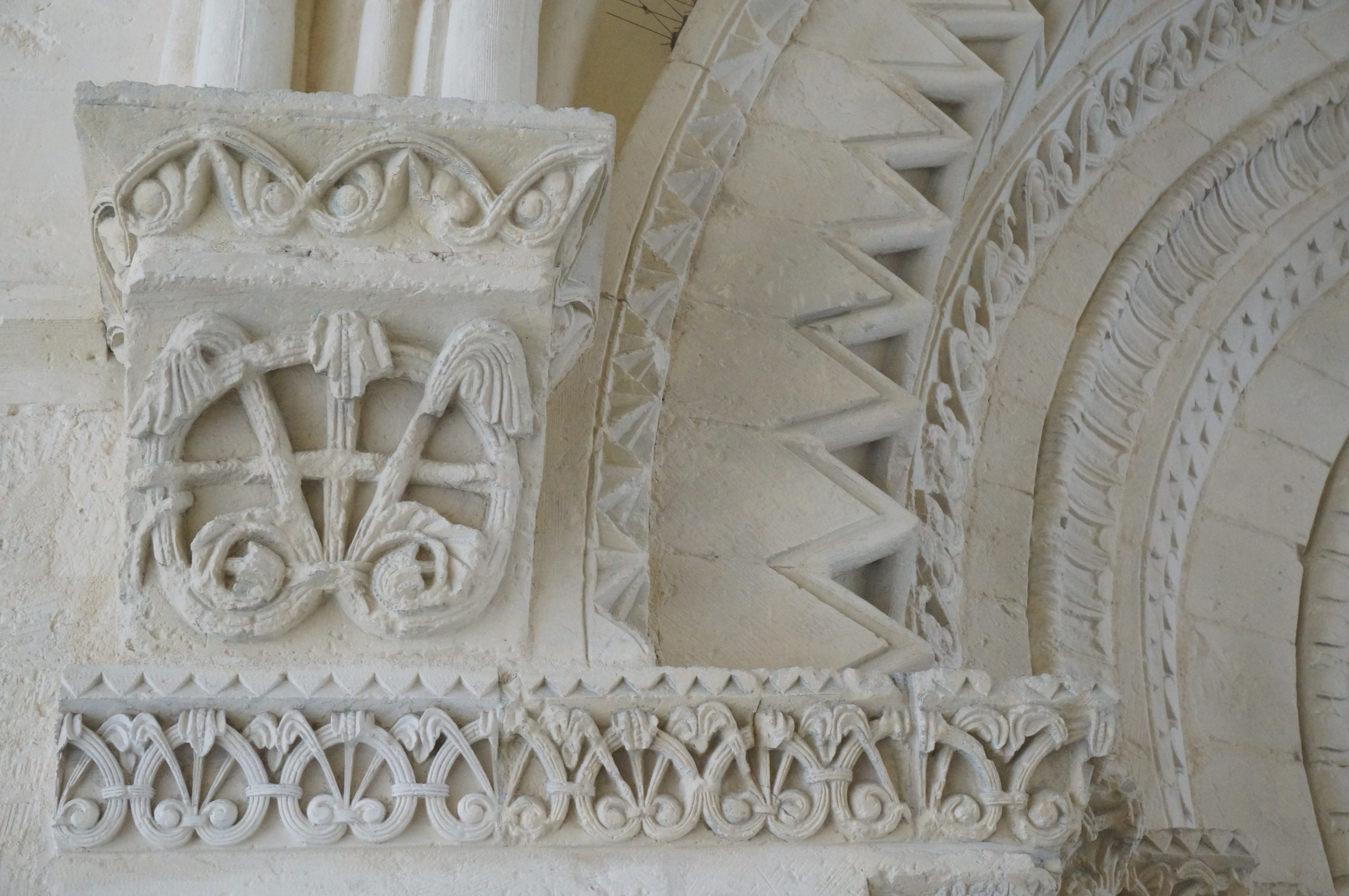
Détail de chapiteau avec l'anguille de Pons.
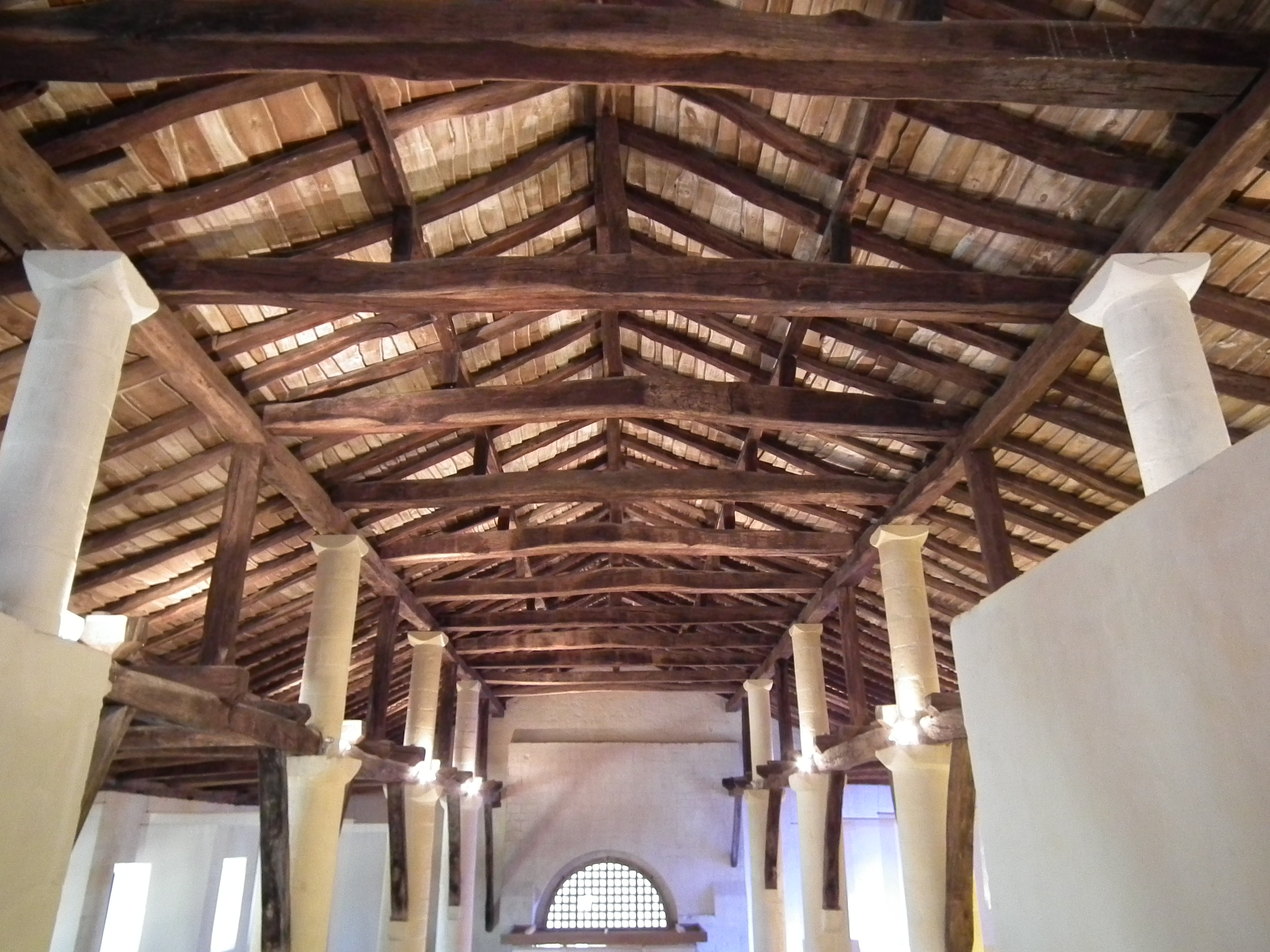
Intérieur de l'hospice.
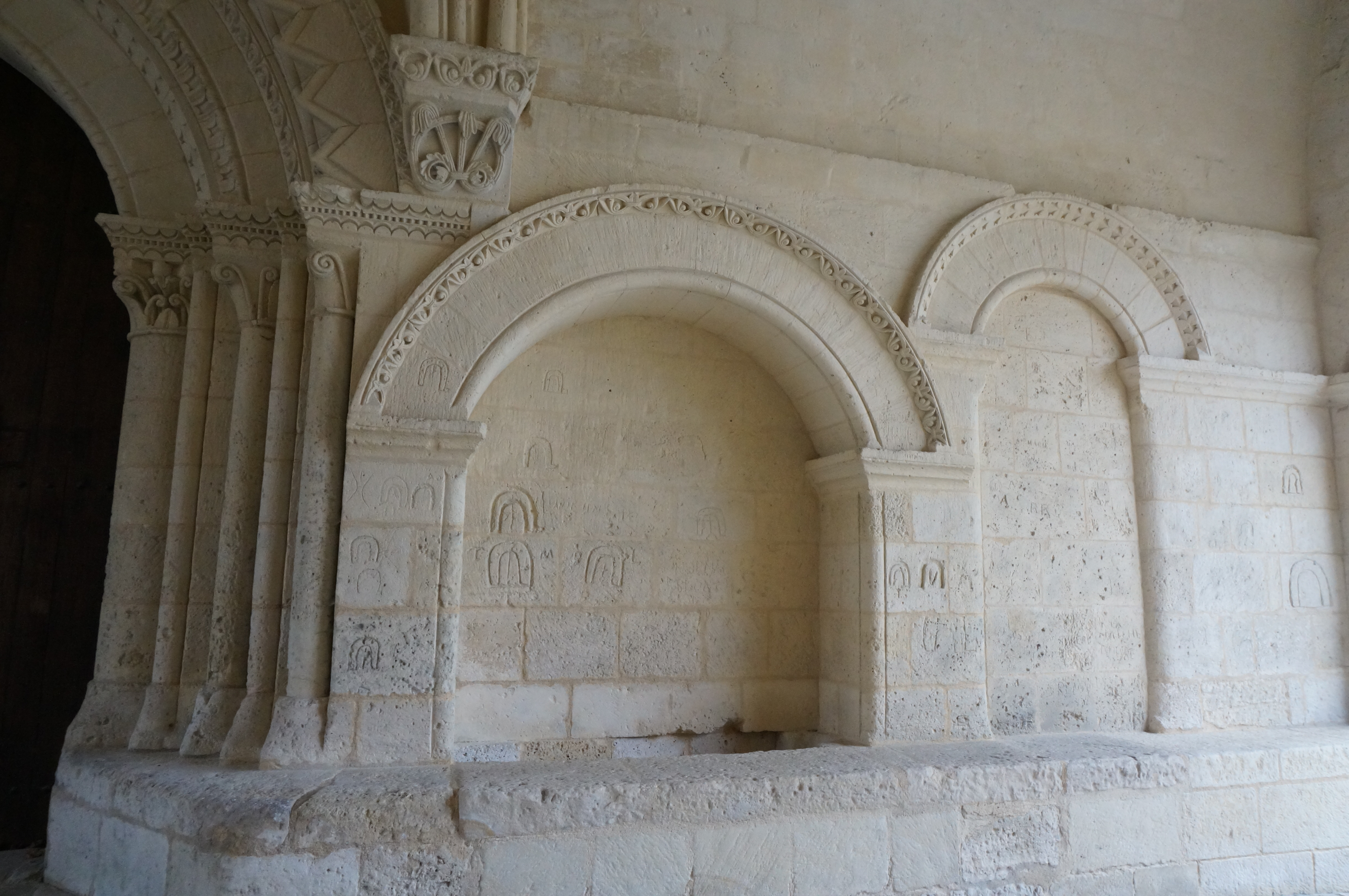
Porche et graffitis.
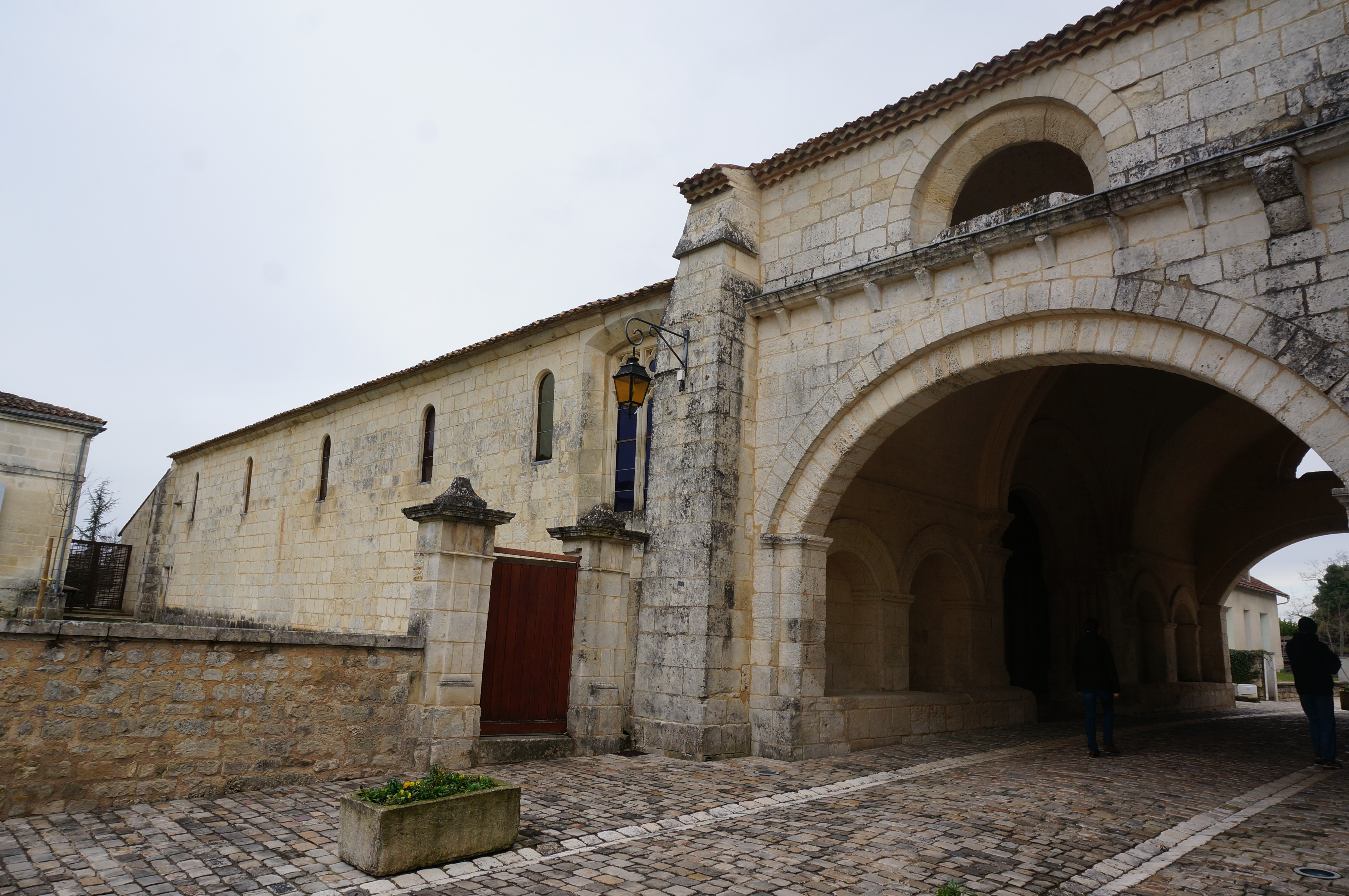
Bâtiments conventuels.
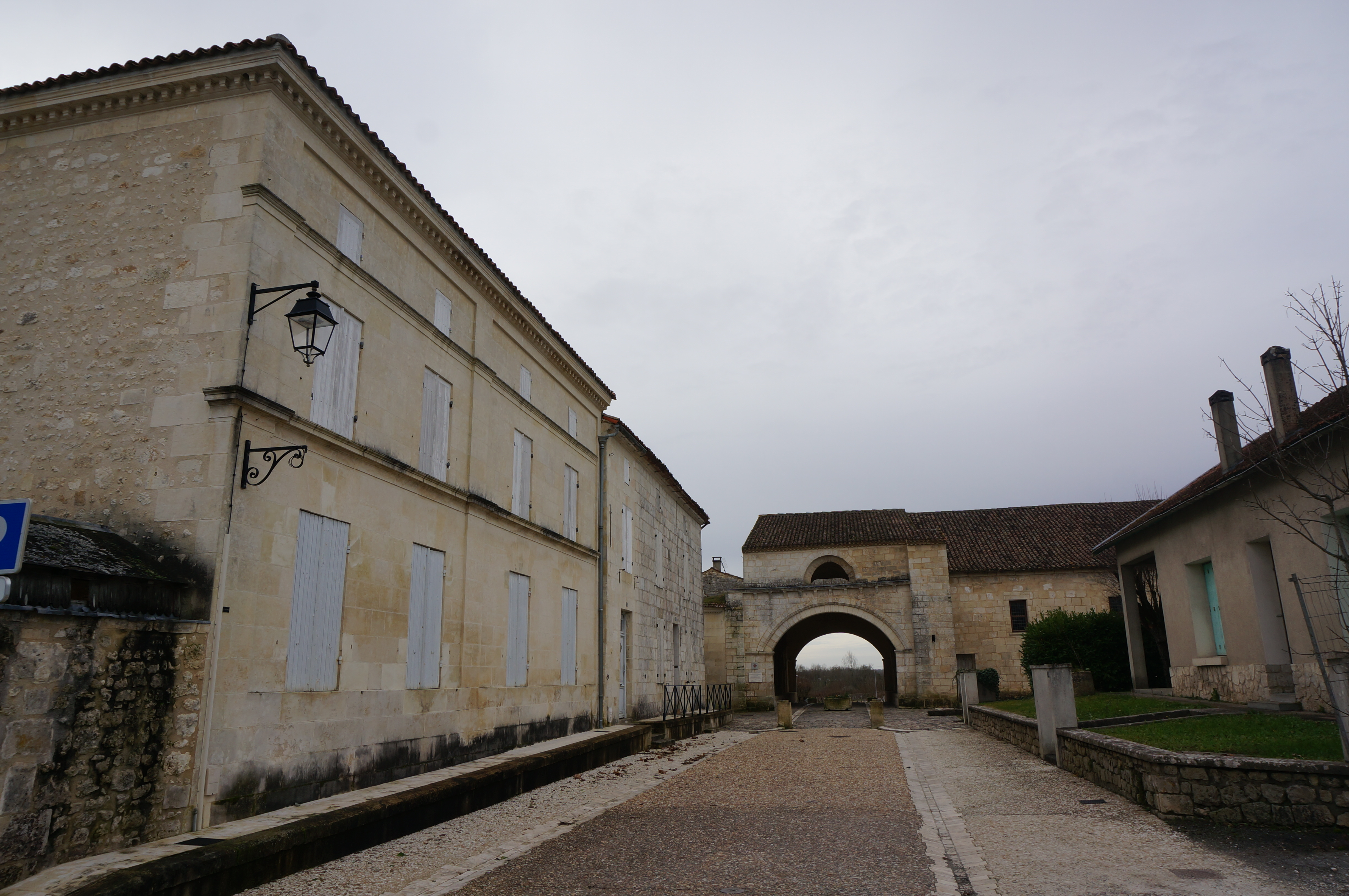
Bâtiments conventuels.